# Vojtěch Vágai mladší
Vojtěch Vágai mladší (* 14. března 1984 Český Krumlov) je první český římskokatolický kněz z romského prostředí, poloviční Rom a nejstarší syn Vojtěcha Vágaie staršího, prvního romského katolického duchovního (trvalého jáhna) v České republice. Na základě vlastní žádosti ukončil k 30.11.2019 pracovní poměr na Biskupství českobudějovickém a kněžskou službu v diecézi. Od téhož data se na něho vztahuje suspenze "ad cautelam" dle kán. 1333 §1 CIC.

## Život
Od mala vyrůstal na katolické faře ve Větřní a spolu s bratry pomáhal svému otci v pastoraci na Českokrumlovsku. Vystudoval Střední uměleckoprůmyslovou školu sv. Anežky České v Českém Krumlově a Katolickou teologickou fakultu Univerzity Karlovy v Praze. Během těchto studií se rovněž podílel na aktivitách, které bohoslovci pod vedením svého tehdejšího spirituála Zdenka Wasserbauera pořádali pro mladé muže, hledající své životní povolání. Tyto aktivity probíhaly z velké části právě v jižních Čechách na Českokrumlovsku.
Po jáhenském svěcení působil jako jáhen ve Strakonicích po kněžském svěcení (25. června 2011 v Českých Budějovicích) jako farní vikář v Bechyni a od 1. července 2012 jako farní vikář v Pelhřimově. Kromě klasické práce ve farnosti s rodinami, dětmi, mladými i seniory sloužil jako tzv. kaplan pro mládež ve vikariátu Pelhřimov. Věnoval se otázkám soužití menšin a většinové populace a také pastoraci lidí z prostředí masových médií, modelingu a umění. V roce 2016 byl ustanoven do funkce ředitele Diecézního centra mládeže Českobudějovické diecéze na Ktiši a moderátorem pastorace mládeže v diecézi. Z této funkce byl na počátku května roku 2019 na vlastní žádost uvolněn a nastoupil sabatický rok. Nedlouho poté na základě vlastní žádosti ukončil k 30.11.2019 pracovní poměr na Biskupství českobudějovickém a kněžskou službu v diecézi. Od téhož data se na něho vztahuje suspenze "ad cautelam" dle kán. 1333 §1 CIC. Zůstává knězem (na základě faktu přijatého kněžského svěcení), jeho pravomoc vykonávat tzv. úkony z moci svěcení je však omezena aplikací výše uvedeného ustanovení Kodexu kanonického práva.